# 第28回クリティクス・チョイス・アワード
第28回クリティクス・チョイス・アワード（28th Critics' Choice Awards）は、クリティクス・チョイス・アソシエーションが主催する映画賞及びテレビ賞。2022年の映画・テレビシリーズ作品を対象とし、2023年1月15日にロサンゼルスのフェアモント・センチュリー・プラザ・ホテルで受賞作品が発表された。授賞式はThe CWで放送され、司会は過去4年間務めたテイ・ディグスに代わり、チェルシー・ハンドラーが務めた。映画部門とテレビ部門のノミネート作品発表は過去2年間と同様に別々に行われ、テレビ部門は2022年12月6日、映画部門は同月14日に発表された。
最多ノミネートは映画部門が『エブリシング・エブリウェア・オール・アット・ワンス』の14部門で、『シェイプ・オブ・ウォーター』『女王陛下のお気に入り』『アイリッシュマン』に並ぶ歴代最多記録となり、次いで『フェイブルマンズ』の11部門が続いた。テレビ部門の最多ノミネートは『アボット エレメンタリー』の6部門で、次いで『ベター・コール・ソウル』の5部門が続いた。最多ノミネートを記録したスタジオはNetflixの28部門（映画賞13部門、テレビ賞15部門）で、6年連続で最多記録を維持している。特別賞としてジェフ・ブリッジスが生涯功労賞、ジャネール・モネイが#SeeHer賞を受賞している。

## 受賞結果

### 映画部門

#### 部門賞
| 作品賞 | 監督賞 |
| --- | --- |
| - 『エブリシング・エブリウェア・オール・アット・ワンス』 - 『アバター:ウェイ・オブ・ウォーター』 - 『バビロン』 - 『イニシェリン島の精霊』 - 『エルヴィス』 - 『フェイブルマンズ』 - 『ナイブズ・アウト: グラス・オニオン』 - 『RRR』 - 『TAR/ター』 - 『トップガン マーヴェリック』 - 『ウーマン・トーキング 私たちの選択』 | - ダニエル・クワン&ダニエル・シャイナート - 『エブリシング・エブリウェア・オール・アット・ワンス』 - ジェームズ・キャメロン - 『アバター:ウェイ・オブ・ウォーター』 - デイミアン・チャゼル - 『バビロン』 - トッド・フィールド - 『TAR/ター』 - バズ・ラーマン - 『エルヴィス』 - マーティン・マクドナー - 『イニシェリン島の精霊』 - サラ・ポーリー - 『ウーマン・トーキング 私たちの選択』 - ジーナ・プリンス＝バイスウッド - 『ウーマン・キング 無敵の女戦士たち』 - S・S・ラージャマウリ - 『RRR』 - スティーヴン・スピルバーグ - 『フェイブルマンズ』                         |
| 主演男優賞 | 主演女優賞 |
| - ブレンダン・フレイザー - 『ザ・ホエール』：チャーリー役 - オースティン・バトラー - 『エルヴィス』：エルヴィス・プレスリー役 - トム・クルーズ - 『トップガン マーヴェリック』：ピート・"マーヴェリック"・ミッチェル海軍大佐役 - コリン・ファレル - 『イニシェリン島の精霊』：パードリック役 - ポール・メスカル - 『aftersun/アフターサン』：カルム役 - ビル・ナイ - 『生きる LIVING』：ミスター・ウィリアムズ役                      | - ケイト・ブランシェット - 『TAR/ター』：リディア・ター役 - ヴィオラ・デイヴィス - 『ウーマン・キング 無敵の女戦士たち』：ナニスカ将軍役 - ダニエル・デッドワイラー - 『ティル』：メイミー・ティル役 - マーゴット・ロビー - 『バビロン』：ネリー・ラロイ役 - ミシェル・ウィリアムズ - 『フェイブルマンズ』：ミッツィ役 - ミシェル・ヨー - 『エブリシング・エブリウェア・オール・アット・ワンス』：エヴリン・ワン・クワン役 |
| 助演男優賞 | 助演女優賞 |
| - キー・ホイ・クァン - 『エブリシング・エブリウェア・オール・アット・ワンス』：ウェイモンド・ワン役 - ポール・ダノ - 『フェイブルマンズ』：バート・フェイブルマン役 - ブレンダン・グリーソン - 『イニシェリン島の精霊』：コルム役 - ブライアン・タイリー・ヘンリー - 『その道の向こうに』：ジェームズ役 - ジャド・ハーシュ - 『フェイブルマンズ』：ボリス役 - バリー・コーガン - 『イニシェリン島の精霊』：ドミニク役                 | - アンジェラ・バセット - 『ブラックパンサー/ワカンダ・フォーエバー』：ラモンダ女王役 - ジェシー・バックリー - 『ウーマン・トーキング 私たちの選択』：マリチ役 - ケリー・コンドン - 『イニシェリン島の精霊』：シボーン役 - ジェイミー・リー・カーティス - 『エブリシング・エブリウェア・オール・アット・ワンス』：ディアドラ・ボーベアドラ役 - ステファニー・スー - 『エブリシング・エブリウェア・オール・アット・ワンス』：ジョイ・ワン / ジョブ・トゥパキ役 - ジャネール・モネイ - 『ナイブズ・アウト: グラス・オニオン』：カサンドラ・“アンディ”・ブランド役、ヘレン・ブランド役 |
| 若手俳優賞 | アンサンブル演技賞 |
| - ガブリエル・ラベル - 『フェイブルマンズ』：サミュエル・"サミー"・フェイブルマン役 - フランキー・コリオ - 『aftersun/アフターサン』：ソフィー・パターソン役 - ジャリン・ホール - 『ティル』：エメット・ティル役 - ベラ・ラムジー - 『少女バーディ 〜大人への階段〜』：レディ・キャサリン/バーディ役 - バンクス・レペタ - 『アルマゲドン・タイム ある日々の肖像』：ポール・グラフ役 - セイディー・シンク - 『ザ・ホエール』：エリー役 | - 『ナイブズ・アウト: グラス・オニオン』 - 『イニシェリン島の精霊』 - 『エブリシング・エブリウェア・オール・アット・ワンス』 - 『フェイブルマンズ』 - 『ウーマン・キング 無敵の女戦士たち』 - 『ウーマン・トーキング 私たちの選択』 |
| 脚本賞 | 脚色賞 |
| - ダニエル・クワン&ダニエル・シャイナート - 『エブリシング・エブリウェア・オール・アット・ワンス』 - トッド・フィールド - 『TAR/ター』 - トニー・クシュナー、スティーヴン・スピルバーグ - 『フェイブルマンズ』 - マーティン・マクドナー - 『イニシェリン島の精霊』 - シャーロット・ウェルズ - 『aftersun/アフターサン』 | - サラ・ポーリー - 『ウーマン・トーキング 私たちの選択』 - サミュエル・D・ハンター - 『ザ・ホエール』 - カズオ・イシグロ - 『生きる LIVING』 - ライアン・ジョンソン - 『ナイブズ・アウト: グラス・オニオン』 - レベッカ・レンキェヴィッチ - 『SHE SAID/シー・セッド その名を暴け』 |
| 撮影賞 | 編集賞 |
| - クラウディオ・ミランダ - 『トップガン マーヴェリック』 - ラッセル・カーペンター - 『アバター:ウェイ・オブ・ウォーター』 - ロジャー・ディーキンス - 『エンパイア・オブ・ライト』 - フロリアン・ホーフマイスター - 『TAR/ター』 - ヤヌス・カミンスキー - 『フェイブルマンズ』 - リヌス・サンドグレン - 『バビロン』 | - ポール・ロジャーズ - 『エブリシング・エブリウェア・オール・アット・ワンス』 - トム・クロス - 『バビロン』 - エディ・ハミルトン - 『トップガン マーヴェリック』 - スティーヴン・E・リフキン、デヴィッド・ブレナー、ジョン・ルフーア、ジェームズ・キャメロン - 『アバター:ウェイ・オブ・ウォーター』 - マット・ヴィラ、ジョナサン・レドモンド - 『バビロン』 - モニカ・ウィリー - 『TAR/ター』 |
| 衣装デザイン賞 | 美術賞 |
| - ルース・E・カーター - 『ブラックパンサー/ワカンダ・フォーエバー』 - ジェニー・イーガン - 『ナイブズ・アウト: グラス・オニオン』 - シャーリー・クラタ - 『エブリシング・エブリウェア・オール・アット・ワンス』 - キャサリン・マーティン - 『エルヴィス』 - ガーシャ・フィリップス - 『ウーマン・キング 無敵の女戦士たち』 - メアリー・ゾフレス - 『バビロン』                                                                        | - フロレンシア・マーティン、アンソニー・カーリノ - 『バビロン』 - ハンナ・ビーチラー、リサ・K・セッションズ - 『ブラックパンサー/ワカンダ・フォーエバー』 - リック・カーター、カレン・オハラ - 『フェイブルマンズ』 - ディラン・コール、ベン・プロクター、ヴァネッサ・コール - 『アバター:ウェイ・オブ・ウォーター』 - ジェイソン・キスヴァルディ、ケルシー・エフレイム - 『エブリシング・エブリウェア・オール・アット・ワンス』 - キャサリン・マーティン、カレン・マーフィー、ビヴァリー・ダン - 『エルヴィス』                                                                   |
| 作曲賞 | 歌曲賞 |
| - ヒドゥル・グドナドッティル - 『TAR/ター』 - アレクサンドル・デスプラ - 『ギレルモ・デル・トロのピノッキオ』 - マイケル・ジアッチーノ - 『THE BATMAN-ザ・バットマン-』 - ヒドゥル・グドナドッティル - 『ウーマン・トーキング 私たちの選択』 - ジャスティン・ハーウィッツ - 『バビロン』 - ジョン・ウィリアムズ - 『フェイブルマンズ』                                                                                                | - 「ナートゥ・ナートゥ」 - 『RRR』 - 「カロリーナ」 - 『ザリガニの鳴くところ』 - 「Ciao Papa」 - 『ギレルモ・デル・トロのピノッキオ』 - 「ホールド・マイ・ハンド」 - 『トップガン マーヴェリック』 - 「リフト・ミー・アップ」 - 『ブラックパンサー/ワカンダ・フォーエバー』 - 「New Body Rhumba」 - 『ホワイト・ノイズ』 |
| ヘア&メイクアップ賞 | 視覚効果賞 |
| - 『エルヴィス』 - 『バビロン』 - 『THE BATMAN-ザ・バットマン-』 - 『ブラックパンサー/ワカンダ・フォーエバー』 - 『エブリシング・エブリウェア・オール・アット・ワンス』 - 『ザ・ホエール』 | - 『アバター:ウェイ・オブ・ウォーター』 - 『THE BATMAN-ザ・バットマン-』 - 『ブラックパンサー/ワカンダ・フォーエバー』 - 『エブリシング・エブリウェア・オール・アット・ワンス』 - 『RRR』 - 『トップガン マーヴェリック』 |
| アニメ映画賞 | コメディ映画賞 |
| - 『ギレルモ・デル・トロのピノッキオ』 - 『マルセル 靴をはいた小さな貝』 - 『長ぐつをはいたネコと9つの命』 - 『私ときどきレッサーパンダ』 - 『Wendell & Wild』 | - 『ナイブズ・アウト: グラス・オニオン』 - 『イニシェリン島の精霊』 - 『Bros』 - 『エブリシング・エブリウェア・オール・アット・ワンス』 - 『逆転のトライアングル』 - 『マッシブ・タレント』 |
| 外国語映画賞 | |
| - 『RRR』（ インド） - 『西部戦線異状なし』（ ドイツ） - 『アルゼンチン1985 〜歴史を変えた裁判〜』（ アルゼンチン） - 『バルド、偽りの記録と一握りの真実』（ メキシコ） - 『CLOSE/クロース』（ ベルギー） - 『別れる決心』（ 韓国） | |

#### #SeeHer賞
- ジャネール・モネイ[12]

#### 生涯功労賞
- ジェフ・ブリッジス[13]

### テレビ部門
| ドラマシリーズ作品賞 | ドラマシリーズ作品賞 |
| --- | --- |
| - 『ベター・コール・ソウル』 (AMC) - 『キャシアン・アンドー』 (Disney+) - 『バッド・シスターズ』 (Apple TV+) - 『ザ・クラウン』 (Netflix) - 『ユーフォリア/EUPHORIA』 (HBO) - 『グッド・ファイト』 (Paramount+) - 『ハウス・オブ・ザ・ドラゴン』 (HBO) - 『セヴェランス』 (Apple TV+) - 『イエローストーン』 (パラマウント・ネットワーク) | |
| ドラマシリーズ主演男優賞 | ドラマシリーズ主演女優賞 |
| - ボブ・オデンカーク - 『ベター・コール・ソウル』：ソウル・グッドマン役 (AMC) - ジェフ・ブリッジス - 『ザ・オールドマン 元CIAの葛藤』：ダン・チェイス/ヘンリー・ディクソン/ジョニー・コナー役 (FX) - スターリング・K・ブラウン - 『THIS IS US/ディス・イズ・アス』：ランダル・ピアソン役 (NBC) - ディエゴ・ルナ - 『キャシアン・アンドー』：キャシアン・アンドー役 (Disney+) - アダム・スコット - 『セヴェランス』：マーク役 (Apple TV+) - アントニー・スター - 『ザ・ボーイズ』：ホームランダー役 (Amazon Prime Video)                                      | - ゼンデイヤ - 『ユーフォリア/EUPHORIA』：ルー・ベネット役 (HBO) - クリスティーン・バランスキー - 『グッド・ファイト』：ダイアン・ロックハート役 (Paramount+) - シャロン・ホーガン - 『バッド・シスターズ』：エヴァ・ガーヴェイ役 (Apple TV+) - ローラ・リニー - 『オザークへようこそ』：ウェンディ・バード役 (Netflix) - マンディ・ムーア - 『THIS IS US/ディス・イズ・アス』：レベッカ・ピアソン役 (NBC) - ケリー・ライリー - 『イエローストーン』：ベス・ダットン役 (パラマウント・ネットワーク)                                                          |
| ドラマシリーズ助演男優賞 | ドラマシリーズ助演女優賞 |
| - ジャンカルロ・エスポジート - 『ベター・コール・ソウル』：ガス・フリング役 (AMC) - アンドレ・ブラウアー - 『グッド・ファイト』：リチャード・レーン役 (Paramount+) - イスマエル・クルス・コルドバ - 『ロード・オブ・ザ・リング:力の指輪』：アロンディル役 (Amazon Prime Video) - マイケル・エマーソン - 『イーヴィル: 超常現象捜査ファイル』：リーランド・タウンゼント博士役 (Paramount+) - ジョン・リスゴー - 『ザ・オールドマン 元CIAの葛藤』：ホランド・ハーパー役 (FX) - マット・スミス - 『ハウス・オブ・ザ・ドラゴン』：デイモン・ターガリエン役 (HBO) | - ジェニファー・クーリッジ - 『ホワイト・ロータス/諸事情だらけのリゾート』：ターニャ・マクオイド＝ハント役 (HBO) - ミリー・オールコック - 『ハウス・オブ・ザ・ドラゴン』：幼少期のデイモン・ターガリエン役 (HBO) - キャロル・バーネット - 『ベター・コール・ソウル』：マリオン役 (AMC) - ジュリア・ガーナー - 『オザークへようこそ』：ルース・ラングモア役 (Netflix) - オードラ・マクドナルド - 『グッド・ファイト』：リズ・レディック役 (Paramount+) - レイ・シーホーン - 『ベター・コール・ソウル』：キム・ウェクスラー (AMC)                              |
| コメディシリーズ作品賞 | |
| - 『アボット エレメンタリー』 (ABC) - 『バリー』 (HBO) - 『一流シェフのファミリーレストラン』 (FX on Hulu) - 『ベター・シングス』 (FX) - 『Ghosts』 (CBS) - 『Hacks』 (HBO Max) - 『Reboot』 (Hulu) - 『レザベーション・ドッグス』 (FX on Hulu) | |
| コメディシリーズ主演男優賞 | コメディシリーズ主演女優賞 |
| - ジェレミー・アレン・ホワイト - 『一流シェフのファミリーレストラン』：カーミー役 (FX on Hulu) - マット・ベリー - 『シェアハウス・ウィズ・ヴァンパイア』：ラズロー役 (FX) - ビル・ヘイダー - 『バリー』：バリー・バークマン/バリー・ブロック役 (HBO) - キーガン＝マイケル・キー - 『Reboot』リード・スターリング役 (Hulu) - スティーヴ・マーティン - 『マーダーズ・イン・ビルディング』：チャールズ＝ヘイデン・サベージ役 (Hulu) - ディファラオ・ウン＝ア＝タイ - 『レザベーション・ドッグス』：ベア・スモールヒル役 (FX on Hulu)                            | - ジーン・スマート - 『Hacks』：デボラ・ヴァンス役 (HBO Max) - クリスティナ・アップルゲイト - 『デッド・トゥ・ミー 〜さようならの裏に〜』：ジェン・ハーディング役 (Netflix) - キンタ・ブランソン - 『アボット エレメンタリー：ジャニン・ティーグズ役 (ABC) - ケイリー・クオコ - 『フライト・アテンダント』：カサンドラ・"キャシー"・ボウデン役 (HBO Max) - レネイ・エリース・ゴールズベリイ - 『Girls5eva』ウィッキー役 (Peacock) - デヴァリー・ジェイコブス - 『レザベーション・ドッグス』：エローラ・ダナン・ポストーク役 (FX on Hulu)                     |
| コメディシリーズ助演男優賞 | コメディシリーズ助演女優賞 |
| - ヘンリー・ウィンクラー - 『バリー』：ジーン・クジノー役 (HBO) - ブランドン・スコット・ジョーンズ - 『Ghosts』：アイザック・ヒギントート役 (CBS) - レスリー・ジョーダン - 『Call Me Kat』：フィル役 (Fox) - ジェームズ・マースデン - 『デッド・トゥ・ミー 〜さようならの裏に〜』：ベン・ウッド/スティーヴ・ウッド役 (Netflix) - クリス・パーフェッティ - 『アボット エレメンタリー』：ジェイコブ・ヒル役 (ABC) - タイラー・ジェームズ・ウィリアムズ - 『アボット エレメンタリー』：グレゴリー・イーディー役 (ABC)                                           | - シェリル・リー・ラルフ - 『アボット エレメンタリー』：バーバラ・ハワード役 (ABC) - パウリナ・アレクシス - 『レザベーション・ドッグス』：ウィリー・ジャック役 (FX on Hulu) - アイオウ・エディバリー - 『一流シェフのファミリーレストラン』：シドニー・アダム役 (FX on Hulu) - マーシャ・ゲイ・ハーデン - 『Uncoupled』：クレア・ルイス役 (Netflix) - ジャネル・ジェームズ - 『アボット エレメンタリー』：エヴァ・コールマン役 (ABC) - アニー・ポッツ - 『ヤング・シェルドン』：コンスタンス・"コニー"・タッカー役 (CBS)                                     |
| リミテッドシリーズ作品賞 | テレビ映画作品賞 |
| - 『ドロップアウト〜シリコンバレーを騙した女』 (Hulu) - 『Gaslit』 (Starz) - 『The Girl from Plainville』 (Hulu) - 『ジ・オファー / ゴッドファーザーに賭けた男』 (Paramount+) - 『パム&トミー』 (Hulu) - 『ステーション・イレブン』 (HBO Max) - 『産婦人科医アダムの赤裸々日記』 (AMC+) - 『アンダー・ザ・ヘブン 信仰の真実』 (FX on Hulu) | - 『Weird: The Al Yankovic Story』 (The Roku Channel) - 『フレッシュ』 (Hulu) - 『プレデター:ザ・プレイ』 (Hulu) - 『Ray Donovan: The Movie』 (Showtime) - 『The Survivor』 (HBO) - 『Three Months』 (Paramount+) |
| テレビ映画/リミテッドシリーズ主演男優賞 | テレビ映画/リミテッドシリーズ主演女優賞 |
| - ダニエル・ラドクリフ - 『Weird: The Al Yankovic Story』：アル・ヤンコビック役 (The Roku Channel) - ベン・フォスター - 『The Survivor』：ハリー・ハフト (HBO) - アンドリュー・ガーフィールド - 『アンダー・ザ・ヘブン 信仰の真実』：ジェブ・パイアー刑事役 (FX on Hulu) - サミュエル・L・ジャクソン - 『トレミー・グレイ 最期の日々』：トレミー・グレイ役 (Apple TV+) - セバスチャン・スタン - 『パム&トミー』：トミー・リー役 (Hulu) - ベン・ウィショー - 『産婦人科医アダムの赤裸々日記』：アダム・ケイ役 (AMC+)                                          | - アマンダ・サイフリッド - 『ドロップアウト〜シリコンバレーを騙した女』：エリザベス・ホームズ役 (Hulu) - ジュリア・ガーナー - 『令嬢アンナの真実』：アンナ・ソローキン/アンナデルヴェイ役 (Netflix) - リリー・ジェームズ - 『パム&トミー』：パメラ・アンダーソン役 (Hulu) - アンバー・ミッドサンダー - 『プレデター:ザ・プレイ』：ナル役 (Hulu) - ジュリア・ロバーツ - 『ガスリット 陰謀と真実』：マーサ・ミッチェル役 (Starz) - ミシェル・ファイファー - 『ファーストレディ』：ベティ・フォード役 (Showtime)                                                |
| テレビ映画/リミテッドシリーズ助演男優賞 | テレビ映画/リミテッドシリーズ助演女優賞 |
| - ポール・ウォルター・ハウザー - 『ブラック・バード』：ラリー・ホール役 - マレー・バートレット - 『チッペンデールズへようこそ!』：ニック・デ・ノイア役 (Hulu) - ドーナル・グリーソン - 『その患者、シリアルキラー』：サム・フォートナー役 (FX on Hulu) - マシュー・グッド - 『ジ・オファー / ゴッドファーザーに賭けた男』：ロバート・エヴァンス役 (Paramount+) - レイ・リオッタ - 『ブラック・バード』：ジェームズ・"ビッグ・ジム"・キーン役 (Apple TV+) - シェー・ウィガム - 『ガスリット 陰謀と真実』：ジョージ・ゴードン・リディ (Starz)                  | - ニーシー・ナッシュ - 『ダーマー モンスター：ジェフリー・ダーマーの物語』：グレンダ・クリーブランド役 (Netflix) - クレア・デインズ - 『バツイチ男の大ピンチ!』：レイチェル・フライシュマン役 (FX on Hulu) - ドミニク・フィッシュバック - 『トレミー・グレイ 最期の日々』：ロビン役 (Apple TV+) - ベティ・ギルピン - 『ガスリット 陰謀と真実』：モー・ディーン役 (Starz) - メラニー・リンスキー - 『キャンディ:隠された狂気』：ベティ・ゴア役 (Hulu) - ジュノー・テンプル - 『ジ・オファー / ゴッドファーザーに賭けた男』：ベティ・マッカート役 (Paramount+) |
| アニメシリーズ作品賞 | 外国語シリーズ作品賞 |
| - 『Harley Quinn』 (HBO Max) - 『ブルーイ』 (Disney+) - 『ボブズ・バーガーズ』 (Fox) - 『Genndy Tartakovsky's Primal』 (Adult Swim) - 『スタートレック:ローワー・デッキ』 (Paramount+) - 『アンダン 〜時を超える者〜』 (Amazon Prime Video) | - 『パチンコ - Pachinko』 (Apple TV+、 アメリカ合衆国) - 『1899』 (Netflix、 ドイツ) - 『コペンハーゲン: 権力と栄光』 (Netflix、 デンマーク) - 『ウ・ヨンウ弁護士は天才肌』 (Netflix、 韓国) - 『¡García!』 (HBO Max、 スペイン) - 『キングダム』 (MUBI、 デンマーク) - 『Kleo』 (Netflix、 ドイツ) - 『マイ・ブリリアント・フレンド』 (HBO、 イタリア / アメリカ合衆国) - 『テヘラン』 (Apple TV+、 イスラエル) |
| トーク番組賞 | コメディ特別賞 |
| - 『ラスト・ウィーク・トゥナイト』 (HBO) - 『The Amber Ruffin Show』 (Peacock) - 『Full Frontal with Samantha Bee』 (TBS) - 『ケリー・クラークソン・ショー』 (NBC) - 『Late Night with Seth Meyers』 (NBC) - 『Watch What Happens Live with Andy Cohen』 (Bravo) | - ノーム・マクドナルド - 『ノーム・マクドナルドの大したことじゃない』 (Netflix) - フォーチュン・フィームスター - 『Good Fortune』 (Netflix) - ジェロッド・カーマイケル - 『Rothaniel』 (HBO) - ジョエル・キム・ブースター - 『Psychosexual』 (Netflix) - ニッキー・グレイザー - 『Good Clean Filth』 (HBO) - ケイト・バーラント & ジョン・アーリー - 『Would It Kill You to Laugh? Starring』 (Peacock) |

## 映画部門の内訳
複数ノミネート：
| 数 | 作品名                                                 |
| -- | ------------------------------------------------------ |
| 14 | 『エブリシング・エブリウェア・オール・アット・ワンス』 |
| 11 | 『フェイブルマンズ』                                   |
| 9  | 『バビロン』                                           |
| 9  | 『イニシェリン島の精霊』                               |
| 7  | 『エルヴィス』                                         |
| 7  | 『TAR/ター』                                           |
| 6  | 『アバター:ウェイ・オブ・ウォーター』                  |
| 6  | 『ブラックパンサー/ワカンダ・フォーエバー』            |
| 6  | 『ナイブズ・アウト: グラス・オニオン』                 |
| 6  | 『トップガン マーヴェリック』                          |
| 6  | 『ウーマン・トーキング 私たちの選択』                  |
| 5  | 『RRR』                                                |
| 4  | 『ザ・ホエール』                                       |
| 4  | 『ウーマン・キング 無敵の女戦士たち』                  |
| 3  | 『aftersun/アフターサン』                              |
| 3  | 『THE BATMAN-ザ・バットマン-』                         |
| 3  | 『ギレルモ・デル・トロのピノッキオ』                   |
| 2  | 『生きる LIVING』                                      |
| 2  | 『ティル』                                             |

複数受賞：
| 数 | 作品名                                                 |
| -- | ------------------------------------------------------ |
| 5  | 『エブリシング・エブリウェア・オール・アット・ワンス』 |
| 2  | 『ブラックパンサー/ワカンダ・フォーエバー』            |
| 2  | 『ナイブズ・アウト: グラス・オニオン』                 |
| 2  | 『RRR』                                                |
| 2  | 『TAR/ター』                                           |

## テレビ部門の内訳
複数ノミネート：
| 数 | 作品名                                        | ネットワーク      | ジャンル   |
| -- | --------------------------------------------- | ----------------- | ---------- |
| 6  | 『アボット エレメンタリー』                   | ABC               | コメディ   |
| 5  | 『ベター・コール・ソウル』                    | AMC               | ドラマ     |
| 4  | 『ガスリット 陰謀と真実』                     | Starz             | リミテッド |
| 4  | 『グッド・ファイト』                          | Paramount+        | ドラマ     |
| 4  | レザベーション・ドッグス』                    | FX on Hulu        | コメディ   |
| 3  | 『バリー』                                    | HBO               | コメディ   |
| 3  | 『一流シェフのファミリーレストラン』          | FX on Hulu        | コメディ   |
| 3  | 『ハウス・オブ・ザ・ドラゴン』                | HBO               | ドラマ     |
| 3  | 『ジ・オファー / ゴッドファーザーに賭けた男』 | Paramount+        | リミテッド |
| 3  | 『パム&トミー』                               | Hulu              | リミテッド |
| 2  | 『キャシアン・アンドー』                      | Disney+           | ドラマ     |
| 2  | 『バッド・シスターズ』                        | Apple TV+         | ドラマ     |
| 2  | 『ブラック・バード』                          | Apple TV+         | リミテッド |
| 2  | 『デッド・トゥ・ミー 〜さようならの裏に〜』   | Netflix           | コメディ   |
| 2  | 『ドロップアウト〜シリコンバレーを騙した女』  | Hulu              | リミテッド |
| 2  | 『ユーフォリア/EUPHORIA』                     | HBO               | ドラマ     |
| 2  | 『Ghosts』                                    | CBS               | コメディ   |
| 2  | 『Hacks』                                     | HBO Max           | コメディ   |
| 2  | 『トレミー・グレイ 最期の日々』               | Apple TV+         | リミテッド |
| 2  | 『The Old Man』                               | FX                | ドラマ     |
| 2  | 『オザークへようこそ』                        | Netflix           | ドラマ     |
| 2  | 『プレデター:ザ・プレイ』                     | Hulu              | 映画       |
| 2  | 『Reboot』                                    | Hulu              | コメディ   |
| 2  | 『セヴェランス』                              | Apple TV+         | ドラマ     |
| 2  | 『The Survivor』                              | HBO               | 映画       |
| 2  | 『産婦人科医アダムの赤裸々日記』              | AMC+              | リミテッド |
| 2  | 『THIS IS US/ディス・イズ・アス』             | NBC               | ドラマ     |
| 2  | 『アンダー・ザ・ヘブン 信仰の真実』           | FX on Hulu        | リミテッド |
| 2  | 『Weird: The Al Yankovic Story』              | The Roku Channel  | 映画       |
| 2  | 『イエローストーン』                          | Paramount Network | ドラマ     |

複数受賞：
| 数 | 作品名                                       | ネットワーク     | ジャンル   |
| -- | -------------------------------------------- | ---------------- | ---------- |
| 3  | 『ベター・コール・ソウル』                   | AMC              | ドラマ     |
| 2  | 『アボット エレメンタリー』                  | ABC              | コメディ   |
| 2  | 『ドロップアウト〜シリコンバレーを騙した女』 | Hulu             | リミテッド |
| 2  | 『Weird: The Al Yankovic Story』             | The Roku Channel | 映画       |

## プレゼンター
| プレゼンター                                                                 | 役割                                                                                     |
| ---------------------------------------------------------------------------- | ---------------------------------------------------------------------------------------- |
| アニャ・テイラー＝ジョイ マイルズ・テラー                                    | テレビ映画/リミテッドシリーズ主演女優賞の授与。                                          |
| ヘンリー・ゴールディング                                                     | 外国語映画賞の授与。                                                                     |
| キンタ・ブランソン サラ・ハイランド                                          | テレビ映画/リミテッドシリーズ助演男優賞、ドラマシリーズ助演女優賞の授与。                |
| アイオウ・エディバリー エボン・モス＝バクラック ジェレミー・アレン・ホワイト | テレビ映画/リミテッドシリーズ主演男優賞、テレビ映画/リミテッドシリーズ助演女優賞の授与。 |
| イヴ・ヒューソン シャロン・ホーガン                                          | コメディシリーズ助演男優賞、コメディシリーズ助演女優賞の授与。                           |
| ケイト・ハドソン                                                             | ジャネール・モネイに#SeeHer賞を授与。                                                    |
| オーブリー・プラザ                                                           | 助演男優賞の授与。                                                                       |
| トロイ・コッツァー                                                           | 助演女優賞の授与。                                                                       |
| コートニー・B・ヴァンス                                                      | テレビ映画/リミテッドシリーズ主演男優賞の授与。                                          |
| ジュード・ヒル                                                               | アニメ映画賞の授与。                                                                     |
| ジョン・グッドマン                                                           | ジェフ・ブリッジスに生涯功労賞を授与。                                                   |
| ベンジャミン・ブラット ナターシャ・リオン                                    | コメディシリーズ主演男優賞の授与。                                                       |
| セドリック・ジ・エンターテイナー                                             | コメディシリーズ主演女優賞の授与。                                                       |
| セス・ローゲン                                                               | コメディシリーズ作品賞の授与。                                                           |
| フィービー・ディネヴァー                                                     | ドラマシリーズ主演男優賞の授与。                                                         |
| デイジー・エドガー＝ジョーンズ エル・ファニング                              | ドラマシリーズ主演女優賞の授与。                                                         |
| ケリー・ワシントン                                                           | ドラマシリーズ作品賞の授与。                                                             |
| ミーシャ・コリンズ タイラー・ホークリン ビッツィー・トゥロック               | リミテッドシリーズ作品賞の授与。                                                         |
| ディエゴ・ルナ                                                               | 監督賞の授与。                                                                           |
| アンジェラ・バセット                                                         | 主演男優賞の授与。                                                                       |
| ベン・スティラー                                                             | 主演女優賞の授与。                                                                       |
| チェルシー・ハンドラー                                                       | 作品賞の授与。                                                                           |